# Yun Byung-se
Đây là một tên người Triều Tiên, họ là Yun.

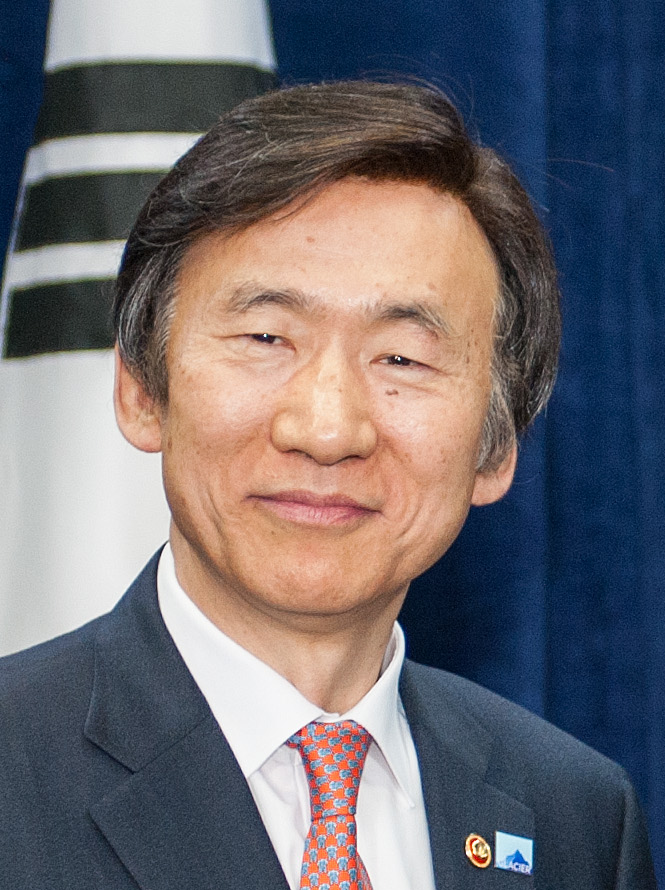
Yun Byungse, Ngoại trưởng Hàn Quốc (2013-2017).

Yun Byung-se, (Hangul:윤병세, Hanja:尹炳世, Hán Việt: Doãn Bính Thể), (sinh 1953), là Ngoại trưởng Đại Hàn Dân Quốc.

## Tiểu sử
Yun Byungse sinh ngày 3 tháng 8 năm 1953. Năm 1976, ông thi đỗ kỳ thi Công chức cao cấp ngành Ngoại giao. Tháng 3 năm 1977, ông bắt đầu làm việc tại Bộ Ngoại giao Hàn Quốc. Tháng 7 năm 1984, ông làm lãnh sự tại tổng lãnh sự quán Hàn Quốc ở Sydney, Australia. Tháng 1 năm 1990, ông làm tham tán đại sứ quán Hàn Quốc tại Liên hiệp Quốc ở New York Hoa Kỳ.